# Lijst van schilderijen van Adriaen Brouwer
Deze lijst van schilderijen van Adriaen Brouwer geeft een overzicht van het geschilderde werk dat met enige zekerheid aan de 17e-eeuwse Vlaamse meester Adriaen Brouwer kan worden toegeschreven. Het grootste deel van Brouwers bewaarde oeuvre bestaat uit genrestukken op klein formaat, maar hij schilderde ook landschappen en portretten. Meestal werkte hij in olieverf op paneel en uitzonderlijk op koper of op doek.
| Afbeelding | Titel                                                                      | Datering        | Beschrijving                                                     | Locatie                                                   | Wikidata    |
| ---------- | -------------------------------------------------------------------------- | --------------- | ---------------------------------------------------------------- | --------------------------------------------------------- | ----------- |
|            | Boerenvechtpartij                                                          | ca. 1625-1626   | olieverf op paneel (25,8 x 34,2 cm)                              | Mauritshuis, Den Haag (inv. 919)                          | Q17276195   |
|            | Drinkebroers aan tafel bij een bolspel                                     | ca. 1635        | olieverf op paneel (25,5 x 21 cm)                                | Oldmasters Museum, Brussel (inv. 2854)                    | Q52392880   |
|            | Keisnijding (De dorpscharlatan)                                            | ca. 1620-1629   |                                                                  | Hermitage, Sint-Petersburg (inv. ГЭ-668)                  | Q21727929\| |
|            | Man met zijn vinger in zijn mond                                           | ca. 1620-1629   | olieverf op paneel (11 x 8,5 cm)                                 | Gemäldegalerie Alte Meister, Dresden (Gal.-Nr. 1061)      | Q50324022   |
|            | In een taverne (de vioolspeler)                                            | ca. 1634-1638   |                                                                  | Hermitage, Sint-Petersburg (inv. ГЭ-643)                  | Q27976445   |
|            | Herberginterieur                                                           | ca. 1630        |                                                                  | Museum Boijmans Van Beuningen, Rotterdam (inv. 1102 (OK)) | Q19925331   |
|            | De pannenkoekenbakker                                                      | ca. 1624        | olieverf op paneel (34 x 28,4 cm)                                | Philadelphia Museum of Art (cat. 681)                     | Q20808506   |
|            | Een boerin ontvlooit een hond                                              | ca. 1626–1627   | olieverf op paneel (18,1 x 13,7 cm)                              | Metropolitan Museum of Art, New York (inv. 32.100.1)      | Q19912838   |
|            | Feestvierende boeren                                                       | ca. 1624-1626   | olieverf op paneel (35 x 53,5 cm)                                | Kunsthaus Zürich (inv. R4)                                | Q52393366   |
|            | Oude man in de kroeg                                                       | ca. 1631-1638   | olieverf op paneel (34,9 x 28 cm)                                | KMSKA, Antwerpen (inv. IB08.004)                          | Q24288441   |
|            | Een tabaksroker                                                            |                 | olieverf op paneel (26 x 23 cm)                                  | Statens Museum for Kunst, Kopenhagen (inv. KMSsp414)      | Q20354188   |
|            | De dronkaard naar huis gevoerd                                             |                 | olieverf op paneel (17,1 x 23,6 cm)                              | Statens Museum for Kunst, Kopenhagen (inv. KMS1977)       | Q20536730   |
|            | De roker                                                                   | ca. 1630-1638   | olieverf op paneel (30,5 × 21,5 cm)                              | Mauritshuis, Den Haag (inv. 962)                          | Q17335994   |
|            | Drinkende boeren in een herberg                                            | ca. 1630        | olieverf op paneel (33,3 x 49,2 cm)                              | Museum of Fine Arts, Boston (inv. 56.1185)                | Q20536847   |
|            | Boerenkwartet                                                              | ca. 1636,       | olieverf op paneel (43 x 57,3 cm)                                | Alte Pinakothek, München (inv. 109)                       | Q29473155   |
|            | Drie rokende boeren in een interieur (De smaak)                            | ca. 1625-1638   | olieverf op paneel (23,7 x 20,5 cm)                              | Alte Pinakothek, München (inv. 626)                       | Q29473161   |
|            | Dorpsmuzikanten (Het gehoor)                                               | ca. 1633-1635   | olieverf op paneel (24 x 20 cm)                                  | Alte Pinakothek, München (inv. 629)                       | Q30056093   |
|            | De rugoperatie (Het gevoel)                                                | ca. 1636        | olieverf op paneel (34,4 x 27 cm)                                | Städel Museum, Frankfurt (inv. 1050)                      | Q43389053   |
|            | Boerengevecht bij het kaartspel                                            | Ca. 1631-1633   | olieverf op paneel (26,5 x 34,5 cm)                              | Gemäldegalerie Alte Meister, Dresden (inv. 1059)          | Q50323992   |
|            | Een boer snijdt zijn duimnagel                                             | ca. 1630-1638   | olieverf op paneel (13,3 x 10,5 cm)                              | Collectie Kremer (inv. 190)                               | Q52421359   |
|            | Twee boeren                                                                | ca. 1620 - 1638 | olieverf op paneel (22 x 18 cm)                                  | Ashmolean Museum, Oxford (inv. WA1962.17.8)               | Q60758364   |
|            | Twee vechtende boeren                                                      | ca. 1633/35     | olieverf op paneel (30,7 x 25,7 cm)                              | Alte Pinakothek, München (inv. 861)                       | Q21075717   |
|            | Herberginterieur                                                           | ca. 1630        | olieverf op paneel (32,4 x 43,2 cm)                              | Dulwich Picture Gallery, Londen (inv. DPG108)             | Q23928721   |
|            | Man met een punthoed                                                       | ca. 1620-1638   | olieverf op paneel (19,5 x 12 cm)                                | Museum Boijmans Van Beuningen, Rotterdam (inv. 2485 (OK)) | Q28044774   |
|            | Het slachtfeest                                                            | ca. 1625/26     | olieverf op paneel (34 x 37,3 cm)                                | Staatliches Museum Schwerin (inv. G 174)                  | Q52420562   |
|            | Spelende kinderen in een landschap                                         |                 | olieverf op paneel (35 x 50 cm) Figuren door Joos van Craesbeeck | privécollectie                                            | Q52421984   |
|            | De voetoperatie                                                            | ca. 1630        | olieverf op paneel (28 x 37 cm)                                  | Suermondt-Ludwig-Museum, Aken (inv. GK 67)                | Q52552818   |
|            | Het ontluizen                                                              | ca. 1630        | olieverf op paneel (17 x 14 cm)                                  | Museo del Prado, Madrid (inv. P002731)                    | Q52606508   |
|            | Tandarts aan het werk                                                      | 1630            |                                                                  | Liechtenstein Museum                                      | Q52680701   |
|            | Het drinklied                                                              | ca. 1620-1630   | olieverf op paneel (28,5 x 21 cm)                                | Musée des Beaux-Arts de la Ville de Paris (inv. PDUT942)  | Q52696711   |
|            | Drinker met kruik en pijp                                                  | 1630            | olieverf op paneel (16 x 12,9 cm)                                | Musée de Picardie, Amiens (inv. M.P.Lav.1894-75)          | Q52696994   |
|            | De pannenkoekenbakster                                                     | 1630            | olieverf op paneel (28,9 x 36,3 cm)                              | Kunstmuseum Basel (inv. 909)                              | Q52725983   |
|            | De fluitspeler (Het gehoor)                                                | ca. 1632/35,    | olieverf op koper (16,5 x 13 cm)                                 | Oldmasters Museum, Brussel (inv. 3464)                    | Q52727791   |
|            | Zingende man met bierkan                                                   | 1630            | olieverf op paneel (14,8 x 12,1 cm)                              | Kunstmuseum Basel (inv. G 1958.13)                        | Q52729045   |
|            | Dronkaard                                                                  | ca. 1632-1635   | olieverf op doek (17 x 12 cm)                                    | Musée des Beaux-Arts de Tournai                           | Q52774370   |
|            | Slapende roker met pijp en schedel (Vanitas)                               | 1630            |                                                                  | privécollectie                                            | Q52777294   |
|            | De tabakskroeg                                                             | 1630            | olieverf op paneel (22 x 29 cm)                                  | Louvre, Parijs (inv. 1070)                                | Q29656881   |
|            | Dorpstafereel met drinkende mannen                                         | ca. 1631-1635   | olieverf op paneel (63 × 95,9 cm)                                | Museo Thyssen-Bornemisza, Madrid (inv. 65 (1930.10))      | Q21713084   |
|            | Vechtende kaartspelers in een herberg                                      | ca. 1631-1635   | olieverf op paneel (31,1 x 49,4 cm)                              | Alte Pinakothek, München (inv. 562)                       | Q29230366   |
|            | Een waard en waardin in een taverne                                        | ca. 1625-1638   | olieverf op paneel (39,8 x 52,5 cm)                              | Alte Pinakothek, München (inv. 1281)                      | Q29230377   |
|            | Herberginterieur met slapende man op een stoel en varkens                  | ca. 1633        | olieverf op koper (31 x 24 cm)                                   | Alte Pinakothek, München (inv. 2014)                      | Q29230388   |
|            | Kaartspelende boeren                                                       | ca. 1625-1638   | olieverf op paneel (24,8 x 34,5 cm)                              | Alte Pinakothek, München (inv. 2108)                      | Q29230399   |
|            | Twee rokende boeren bij een vuur (De reuk)                                 | ca. 1625-1638   | olieverf op paneel (21,4 x 19,1 cm)                              | Alte Pinakothek, München (inv. 2095)                      | Q29473163   |
|            | Twee boeren vechtend bij een ton                                           | ca. 1635-1637   | olieverf op paneel (15,5 x 14,2 cm)                              | Alte Pinakothek, München (inv. 2112)                      | Q29473167   |
|            | Bij de dorpschirurg (Het gevoel)                                           | ca. 1632-1633   | olieverf op paneel (31,3 x 39,6 cm)                              | Alte Pinakothek, München (inv. 561)                       | Q21976057   |
|            | Onaangename vaderplicht (De reuk)                                          | ca. 1631        | olieverf op paneel (20 x 13 cm)                                  | Gemäldegalerie Alte Meister, Dresden (inv. 1057)          | Q50324527   |
|            | Jonge man die een gezicht trekt                                            | ca. 1632-1635   | olieverf op paneel (13,7 x 10,5 cm)                              | National Gallery of Art, Washington D.C. (inv. 1994.46.1) | Q20177120   |
|            | Boer met vogel                                                             | ca. 1632        | olieverf op paneel (18,1 x 14 cm)                                | Metropolitan Museum of Art, New York (inv. 32.100.3)      | Q19912837   |
|            | De bekoring van de heilige Antonius                                        | ca. 1633        | olieverf op paneel (27,2 x 21 cm)                                | Bode-Museum, Berlijn (inv. 2026)                          | Q52475421   |
|            | Slaperige jonge vrouw (De traagheid)                                       | ca. 1623-1638   | olieverf op paneel (15,5 x 13 cm)                                | privécollectie                                            |             |
|            | Een dikke man                                                              | ca. 1625-1638   | olieverf op paneel (24 x 16 cm)                                  | Mauritshuis, Den Haag (inv. 607)                          | Q17276002   |
|            | Een dronken boer                                                           | ca. 1633–1634   | olieverf op paneel (13,4 x 18,3 cm)                              | Städel Museum, Frankfurt (inv. 1223)                      | Q43389222   |
|            | Gevecht tussen vijf boeren                                                 | ca. 1625-1638   | olieverf op paneel (22,5 x 30,6 cm)                              | Alte Pinakothek, München (inv. 2050)                      | Q29230360   |
|            | Kaartspelende boeren in een taverne                                        | ca. 1635        | olieverf op paneel (33,5 x 43,2 cm)                              | Alte Pinakothek, München (inv. 218)                       | Q29230370   |
|            | Kroegtafereel                                                              | ca. 1635        | olieverf op paneel (48 x 67 cm)                                  | National Gallery, Londen (inv. NG6591)                    | Q26520667   |
|            | Rokende en drinkende boeren                                                | ca. 1635        | olieverf op paneel (35,2 x 26,5 cm)                              | Alte Pinakothek, München (inv. 2062)                      | Q29230392   |
|            | De armoperatie (Het gevoel)                                                | ca. 1633        | olieverf op paneel (23,5 x 20,3 cm)                              | Alte Pinakothek, München (inv. 581)                       | Q29473165   |
|            | Heuvellandschap met fluitspelende schaapherder                             | ca. 1635        | olieverf op paneel (49 x 82 cm)                                  | Gemäldegalerie, Berlijn (inv. 853H)                       | Q47011118   |
|            | Landschap met knikkerende figuren                                          | ca. 1633-1637   | olieverf op paneel (23,5 x 33,5 cm)                              | Gemäldegalerie, Berlijn (inv. 853J)                       | Q47011128   |
|            | Landschap bij maanlicht                                                    | ca. 1635-1637   | olieverf op paneel (25,8 x 34,8 cm)                              | Gemäldegalerie, Berlijn (inv. 853B)                       | Q47011166   |
|            | Gevecht om een dobbelspel                                                  | ca. 1634-1636   | olieverf op paneel (22,5 x 17 cm)                                | Gemäldegalerie Alte Meister, Dresden (inv. 1058)          | Q50324876   |
|            | Een slapende boer                                                          | ca. 1630-1638   | olieverf op paneel (36,6 x 27,6 cm)                              | The Wallace Collection, Londen (inv. P211)                | Q52387626   |
|            | De armoperatie (Het gevoel)                                                | ca. 1635        | olieverf op paneel (24,1 x 19,9 cm)                              | Residenzgalerie, Salzburg (inv. 533)                      | Q52388735   |
|            | Schemerlandschap                                                           | ca. 1633-1637   | olieverf op paneel (17 x 36 cm)                                  | Musée du Louvre, Parijs (inv. R.F. 2559)                  | Q29656880   |
|            | Dobbelende soldaten in een kroeg                                           | ca. 1636-1638   | olieverf op paneel (35,8 x 47,3 cm)                              | Alte Pinakothek, München (inv. 242)                       | Q29473158   |
|            | De voetoperatie                                                            | ca. 1636        | olieverf op paneel (34,4 x 27 cm)                                | Städel Museum, Frankfurt (inv. 1039)                      | Q43389254   |
|            | De rokers                                                                  | ca. 1635-1638   | olieverf op paneel (40,7 x 39,3 cm)                              | Szépművészeti Múzeum, Boedapest (inv. 566)                | Q50888927   |
|            | De rokers                                                                  | ca. 1635-1638   | olieverf op paneel (41 x 37,4 cm)                                | Apsley House (inv. WM.1522-1948)                          | Q52379289   |
|            | Interieur met luitspeler en zingende vrouw                                 | ca. 1630-1633   | olieverf op paneel (37 x 29,2 cm)                                | Victoria and Albert Museum, Londen (inv. CAI.80)          | Q52614962   |
|            | De rokers                                                                  | ca. 1636        | olieverf op paneel (46,4 x 36,8 cm)                              | Metropolitan Museum of Art, New York (inv. 32.100.21)     | Q17183419   |
|            | De bittere dronk                                                           | ca. 1636-1638   | olieverf op paneel (47,4 x 35,5 cm)                              | Städel Museum, Frankfurt (inv. 1076)                      | Q43388981   |
|            | Duinenlandschap                                                            | ca. 1637        | olieverf op doek (26 x 36,5 cm)                                  | Academie van beeldende kunsten in Wenen (inv. GG-705)     | Q52671946   |
|            | Boerendrinkpartij                                                          | ca. 1625-1626   | olieverf op paneel (18,6 cm x 26 cm)                             | Mauritshuis, Den Haag (inv. 847)                          | Q17276112   |
|            | Kaartspelers en brassers                                                   | ca. 1625-1638   | olieverf op paneel (39 x 25 cm)                                  | KMSKA, Antwerpen (inv. 642)                               | Q21615006   |
|            | Drinkende boer                                                             | ca. 1630-1633   | olieverf op paneel (20,5 x 19,7 cm)                              | Rubenshuis, Antwerpen (inv. RH.S.187)                     |             |
|            | Een drankkroeg                                                             | ca. 1635        | olieverf op paneel (35,5 x 27,1 cm)                              | Alte Pinakothek, München (inv. 2063)                      | Q29230383   |
|            | Dorpsmuzikanten (Het gehoor) Boerengezelschap met violist in een interieur | ca. 1633-1635   | olieverf op paneel (24,3 x 20 cm)                                | Alte Pinakothek, München (inv. 629)                       |             |
|            | Rokende boeren rondom een tafel                                            | ca. 1627-1630   | Olieverf op koper (17,5 x 22,9 cm)                               | Nationaal Museum van Warschau (inv. 103)                  | Q22084125   |
|            | Een drinker                                                                | ca. 1625-1638   | olieverf op paneel (25 x 19 cm)                                  | Musée d'Arts de Nantes                                    |             |
|            | Boeren die trictrac spelen                                                 | ca. 1635        | olieverf op paneel (29,7 x 38,6 cm)                              | Museum der Bildenden Künste, Leipzig (inv. 1556)          |             |
|            | Goede vrienden                                                             | ca. 1636-1638   | olieverf op paneel (16 x 13 cm)                                  | privécollectie                                            |             |
|            | De school                                                                  | ca. 1625-1638   | olieverf op paneel (31 x 31 cm)                                  | Staatliche Museen zu Berlin                               |             |